# El retorn: la vida després de l'ISIS
El retorn: la vida després de l'ISIS (títol original en anglès: The Return: Life After ISIS) és una pel·lícula documental anglesa-catalana de 2021, dirigida per Alba Sotorra i coproduïda juntament amb Carles Torras i Vesna Cudic. L'obra segueix el recorregut de dones que, després d'abandonar Estat Islàmic, intenten tornar als seus països d'origen. S'ha doblat i subtitulat al català.

## Argument
Diverses dones, com Shamima Begum, Hoda Muthana o Kimberly Gwen Polman decideixen abandonar Estat Islàmic i intenten tornar als seus països d'origen després d'haver pres la decisió de migrar al califat.

## Producció
El febrer de 2021 es va anunciar que la directora catalana Alba Sotorra havia dirigit la pel·lícula i que el canal de televisió Sky Documentaries la distribuiria al Regne Unit.

## Estrena
El 17 de març de 2021 la pel·lícula es va estrenar mundialment al festival South by Southwest. El 29 d'abril de 2021 es va projectar al Festival Internacional de Cinema Hot Docs i el 15 de juny de 2021 al Regne Unit a través del canal de televisió Sky Documentaries.

## Recepció
La revista Variety va expressar: «Aquestes històries són esgarrifoses, però la manera com es revelen és suaument optimista, un testimoni de la paciència i l'eficàcia de Sevinaz, l'activista enèrgica que dirigeix tallers que animen les dones a enfrontar-se al passat i a trobar solidaritat una amb l'altra».
La revista POV Magazine va manifestar que l'obra «parla a les generacions afectades per aquests conflictes i ens deixa informats i no menys segurs sobre quina hauria de ser la solució justa a la situació d'aquestes supervivents».

## Premis i nominacions
| Any  | Premi                          | Categoria                       | Nominació                                                                                                 | Resultat        | Ref.          |
| ---- | ------------------------------ | ------------------------------- | --- | --------------- | ------------- |
| 2021 | Som Cinema                     | Millor llargmetratge documental | El retorn: la vida després de l'ISIS                                                                      | Guanyadora      | [ 9 ]         |
| 2021 | DocsBarcelona                  | Premi del públic                | El retorn: la vida després de l'ISIS                                                                      | Guanyadora      | [ 10 ]        |
| 2021 | DocsBarcelona                  | Premi del jurat jove Reteena    | El retorn: la vida després de l'ISIS                                                                      | Guanyadora      | [ 10 ]        |
| 2021 | Festival de Cinema de Varsòvia | Millor documental               | El retorn: la vida després de l'ISIS                                                                      | Menció especial | [ 11 ]        |
| 2022 | Premis Goya                    | Millor pel·lícula documental    | Alba Sotorra, Carles Torras i Vesna Cudic                                                                 | Nominats        | [ 12 ] [ 13 ] |
| 2022 | Premis Goya                    | Millor pel·lícula               | Alba Sotorra, Carles Torras i Vesna Cudic                                                                 | Candidats       | [ 12 ] [ 13 ] |
| 2022 | Premis Goya                    | Millor direcció                 | Alba Sotorra                                                                                              | Candidata       | [ 12 ] [ 13 ] |
| 2022 | Premis Goya                    | Millor guió original            | Alba Sotorra, Júlia Parés, Michael Nollet i Xavi Carrasco                                                 | Candidats       | [ 12 ] [ 13 ] |
| 2022 | Premis Goya                    | Millor fotografia               | Gris Jordana, Lara Vilanova i Núria Roldós                                                                | Candidates      | [ 12 ] [ 13 ] |
| 2022 | Premis Goya                    | Millor muntatge                 | Michael Nollet                                                                                            | Candidat        | [ 12 ] [ 13 ] |
| 2022 | Premis Goya                    | Millor so                       | Coni Docolomansky, Denis Darwish, Nadja Darwish, Alex Albors, Anna Rajadell, Jordi Ribas i Agost Alustiza | Candidats       | [ 12 ] [ 13 ] |
| 2022 | Premis Goya                    | Millors efectes especials       | Dani Villalba                                                                                             | Candidat        | [ 12 ] [ 13 ] |
| 2022 | Premis Gaudí                   | Millor pel·lícula documental    | Alba Sotorra, Carles Torras i Vesna Cudic                                                                 | Guanyadors      | [ 14 ] [ 15 ] |
| 2022 | Premis Emmy                    | Millor documental               | Alba Sotorra, Carles Torras i Vesna Cudic                                                                 | Nominats        | [ 16 ]        |